# Miss España 1995
Miss España 1995 fue una edición del certamen de belleza Miss España. Se llevó a cabo el 26 de enero de 1995 en el Palacios de Bellas Artes en Adeje. María Macarena Reyes Vázquez fue la ganadora, la cual representó a España en el certamen Miss Universo 1995. La primera finalista representó al país en el Miss Mundo 1995 y la segunda finalista representó al país en el Miss Internacional 1995.

## Resultados
| Resultados Final | Candidata |
| ---------------- | --- |
| Miss España 1995 | Soria - Ma. Macarena Reyes |
| 1.a Finalista    | Tenerife - Candelaria Rodríguez |
| 2.a Finalista    | Álava - Ximena Garay |
| Top 10           | Almería - Jéssica Castro Baleares - Sofía Domínguez Cádiz - Alissa Vásquez Las Palmas - Gabriela Sánchez Madrid - Aimée Cabeza de Vaca Orense - Denisse Ventura Zamora - Ana María Castro                                                                                |
| Top 20           | Alicante - Ma. Victoria Lora Barcelona - Ma. José Peña León - Nerea dos Santos La Rioja - Salomé de León Melilla - Marta Mohámmed Navarra - Verónica Vázquez Segovia - Ana María de León Valencia - Ma. de Jesús García Vizcaya - Noelia Mejía Zaragoza - Purás Martínez |

Las candidatas, muchas no son las correctas. Yo soy Isabel Guinot y fui Miss Castellón de ese año y pone otra nombre

## Premios especiales
| Resultado          | Candidata                  |
| ------------------ | -------------------------- |
| Mejor Traje Típico | Soria - Ma. Macarena Reyes |
| Miss Rostro        | Soria - Ma. Macarena Reyes |
| Miss Simpatía      | Murcia - Laura Pichardo    |
| Miss Fotogénica    | Soria - Ma. Macarena Reyes |

## Candidatas
(En la lista se utiliza su nombre completo, los sobrenombres van entrecomillados y los apellidos utilizados como nombre artístico, entre paréntesis; fuera de ella se utilizan sus nombres «artísticos» o simplificados).
| Provincia   | Candidata                       | Edad | Estatura        |
| ----------- | ------------------------------- | ---- | --------------- |
| Álava       | Ximena Garay Godoy              | 21   | 1,79 m (5′ 10″) |
| Albacete    | Patricia Castillo Ramos         | 18   | 1,74 m (5′ 9″)  |
| Alicante    | María Victoria Lora Martínez    | 20   | 1,73 m (5′ 8″)  |
| Almería     | Jéssica Castro Rosario          | 20   | 1,76 m (5′ 9″)  |
| Asturias    | María Antonieta Mateo Torres    | 20   | 1,76 m (5′ 9″)  |
| Ávila       | Magdalena Soto Taveras          | 20   | 1,73 m (5′ 8″)  |
| Badajoz     | María Angélica Acevedo Pons     | 22   | 1,70 m (5′ 7″)  |
| Baleares    | Sofía Domínguez Rosa            | 23   | 1,71 m (5′ 7″)  |
| Barcelona   | María José Peña Llobert         | 23   | 1,81 m (5′ 11″) |
| Burgos      | Yolanda Hernández Abreu         | 22   | 1,75 m (5′ 9″)  |
| Cáceres     | Bárbara Santana Ramos           | 17   | 1,79 m (5′ 10″) |
| Cádiz       | Alissa Vásquez Guerrero         | 19   | 1,73 m (5′ 8″)  |
| Cantabria   | Jénnifer Adames Estévez         | 17   | 1,71 m (5′ 7″)  |
| Castellón   | Catalina Álvarez Jiménez        | 21   | 1,79 m (5′ 10″) |
| Ceuta       | Hilda López de León             | 17   | 1,77 m (5′ 10″) |
| Ciudad Real | Patricia Acosta Santana         | 19   | 1,75 m (5′ 9″)  |
| Córdoba     | Guadalupe Valdez Taveras        | 21   | 1,72 m (5′ 8″)  |
| Cuenca      | María del Carmen Vaca García    | 17   | 1,71 m (5′ 7″)  |
| Gerona      | Paulina García de la Cruz       | 18   | 1,77 m (5′ 10″) |
| Granada     | María de Lourde Pérez Rosario   | 23   | 1,70 m (5′ 7″)  |
| Guadalajara | Gema Guijarro Marguenda         | 19   | 1,76 m (5′ 9″)  |
| Guipúzcoa   | María Ángeles Santos Pérez      | 22   | 1,73 m (5′ 8″)  |
| Huelva      | Lucía Abreu Fernández           | 20   | 1,79 m (5′ 10″) |
| Huesca      | Teresa Santana Pérez            | 20   | 1,73 m (5′ 8″)  |
| Jaén        | Éricka Christiansten Ramos      | 21   | 1,76 m (5′ 9″)  |
| La Coruña   | Fernanda López Pérez            | 18   | 1,80 m (5′ 11″) |
| La Rioja    | Salomé de León Soto             | 23   | 1,80 m (5′ 11″) |
| Las Palmas  | Gabriela Sánchez Castro         | 20   | 1,83 m (6′ 0″)  |
| León        | Nerea dos Santos Rodríguez      | 21   | 1,73 m (5′ 8″)  |
| Lérida      | Daniela Peña-Lora Díaz          | 21   | 1,71 m (5′ 7″)  |
| Lugo        | Brenda Estévez Núñez            | 20   | 1,76 m (5′ 9″)  |
| Madrid      | Aimée Cabeza de Vaca Sánchez    | 21   | 1,84 m (6′ 0″)  |
| Málaga      | Carolina Rodríguez Pichardo     | 18   | 1,78 m (5′ 10″) |
| Melilla     | Marta Mohámmed Henríquez-Ovalle | 22   | 1,79 m (5′ 10″) |
| Murcia      | Laura Pichardo Frías            | 22   | 1,72 m (5′ 8″)  |
| Navarra     | Verónica Vázquez Acevedo        | 19   | 1,80 m (5′ 11″) |
| Orense      | Denisse Ventura Tejeda          | 23   | 1,71 m (5′ 7″)  |
| Palencia    | Inés Navarro Pérez              | 19   | 1,70 m (5′ 7″)  |
| Pontevedra  | Cristina Mateo Martínez         | 17   | 1,81 m (5′ 11″) |
| Salamanca   | Victoria Contreras Tejada       | 17   | 1,76 m (5′ 9″)  |
| Segovia     | Ana María de León Muñóz         | 19   | 1,71 m (5′ 7″)  |
| Sevilla     | Raquel Morel López de Vega      | 17   | 1,82 m (6′ 0″)  |
| Soria       | María Macarena Reyes Vázquez    | 18   | 1,80 m (5′ 11″) |
| Tarragona   | Daisy Herrera Pérez-Peña        | 20   | 1,77 m (5′ 10″) |
| Tenerife    | Candelaria Rodríguez Pacheco    | 20   | 1,79 m (5′ 10″) |
| Teruel      | Penélope Ramírez Alcántara      | 19   | 1,73 m (5′ 8″)  |
| Toledo      | Alejandra Muñóz Marte           | 22   | 1,80 m (5′ 11″) |
| Valencia    | María de Jesús García Toribío   | 20   | 1,72 m (5′ 8″)  |
| Valladolid  | Germania Henríquez Montero      | 23   | 1,80 m (5′ 11″) |
| Vizcaya     | Noelia Mejía Matos              | 23   | 1,80 m (5′ 11″) |
| Zamora      | Ana María Castro Rivera         | 19   | 1,80 m (5′ 11″) |
| Zaragoza    | Purás Martínez Bautista         | 21   | 1,71 m (5′ 7″)  |